# Toboggan (Achterbahn)
Toboggan ist die Bezeichnung eines Stahlachterbahnmodells des Herstellers Chance Rides, welches erstmals 1969 oder früher ausgeliefert wurde. Es wurden 32 Anlagen hergestellt.
Auf Toboggan kommen einzelne Wagen mit Platz für zwei Personen (eine Reihe) zum Einsatz, die wie ein Käfig geschlossen werden. Die Wagen werden in einer Röhre auf einen vertikalen Kettenlifthill mit 13,7 m Höhe hinaufgezogen. Oben angekommen verlassen die Wagen die Röhre und fahren langsam kreisförmig um die Röhre herum nach unten. Die Röhre wird dabei sechs Mal umfahren. Es schließen sich eine kleine Abfahrt, eine Kurve sowie zwei weitere kleine Abfahrten an, bevor die Wagen in die Schlussbremse fahren.
Der Name leitet sich vom gleichnamigen Fahrgeschäft ab. Dabei handelt es sich um einen Holzturm, an dessen Außenseite eine spiralförmige Rutschbahn nach unten führt.

## Standorte
Im Hersheypark existierten zwei Anlagen gleichzeitig im Park.
| Achterbahn                                                | Betreiber                                                     | Land                         | Eröffnung                | Schließung         |
| --------------------------------------------------------- | ------------------------------------------------------------- | ---------------------------- | ------------------------ | ------------------ |
| Arctic Cat                                                | Crystal Beach                                                 | Kanada                       | 1974                     | 1974               |
| Space Moon Toboggan                                       | Animalia Adventureland                                        | Brasilien Vereinigte Staaten | 2023 1973                | 1979               |
| Star Wars                                                 | Parc Avenue                                                   | Frankreich                   | unbekannt                | 2003               |
| Swamp Buggy                                               | Six Flags AstroWorld                                          | Vereinigte Staaten           | 1970                     | 1972 oder später   |
| Swiss Toboggan                                            | Boblo Island                                                  | Kanada                       | ca. 1969                 | ca. 1978           |
| Swiss Toboggan                                            | In The Game Funtrackers                                       | Vereinigte Staaten           | 1978 oder später         | 1984 oder früher   |
| Swiss Toboggan Toboggan Earthquake McGoon’s Brain Rattler | Little Amerricka Seven Peaks Water Park Duneland Dogpatch USA | Vereinigte Staaten           | 1993 unbekannt 1969–1973 | 1990 1988          |
| Swiss Toboggan                                            | Santa’s Village AZoosment Park                                | Vereinigte Staaten           | 1971                     | unbekannt          |
| Toboggan                                                  | Casino Pier                                                   | Vereinigte Staaten           | 1970er Jahre             | 1970er Jahre       |
| Toboggan                                                  | Central Pier Arcade & Speedway                                | Vereinigte Staaten           | unbekannt                | unbekannt          |
| Toboggan                                                  | Clacton Pier Great Yarmouth Pleasure Beach                    | Vereinigtes Königreich       | 2009 1993                | 2009 1999–2000     |
| Toboggan                                                  | Conneaut Lake Park                                            | Vereinigte Staaten           | 2002                     | 2007               |
| Toboggan                                                  | Family Kingdom Amusement Park                                 | Vereinigte Staaten           | vermutlich 1968          | 1970er Jahre       |
| Toboggan                                                  | Funtown Pier                                                  | Vereinigte Staaten           | unbekannt                | unbekannt          |
| Toboggan                                                  | Ghost Town Village                                            | Vereinigte Staaten           | 1980 oder früher         | 1980 oder später   |
| Toboggan                                                  | Grand Prix Amusements Arnolds Park                            | Kanada Vereinigte Staaten    | 1999 16. Mai 1998        | 2005 1998          |
| Toboggan                                                  | Great Adventure Amusement Park                                | Vereinigte Staaten           | unbekannt                | unbekannt          |
| Toboggan                                                  | Hersheypark                                                   | Vereinigte Staaten           | 7. Mai 1972              | 2. Oktober 1977    |
| Toboggan                                                  | Jenkinson’s Boardwalk                                         | Vereinigte Staaten           | frühe 1980er Jahre       | frühe 1980er Jahre |
| Toboggan                                                  | Lakemont Park                                                 | Vereinigte Staaten           | 1971                     | 2016               |
| Toboggan                                                  | Old Chicago                                                   | Vereinigte Staaten           | 1975 oder später         | 1980 oder früher   |
| Toboggan                                                  | Parc Belmont                                                  | Kanada                       | 1970er Jahre             | 1983               |
| Toboggan                                                  | Parque de la Huaycha                                          | Peru                         | 2022                     |                    |
| Toboggan                                                  | Playland Park                                                 | Vereinigte Staaten           | unbekannt                | 1979               |
| Toboggan                                                  | Shaheen’s Fun-O-Rama Park                                     | Vereinigte Staaten           | unbekannt                | unbekannt          |
| Toboggan                                                  | Sportland Pier                                                | Vereinigte Staaten           | 1966–1970                | unbekannt          |
| Toboggan                                                  | Stewart Beach Park                                            | Vereinigte Staaten           | 1980er Jahre             | 1989 oder früher   |
| Toboggan                                                  | Trimper Rides                                                 | Vereinigte Staaten           | 1970er Jahre             | 2009               |
| unbekannter Name                                          | Cal Expo Amusement Park                                       | Vereinigte Staaten           | 1975–1979                | 1975–1979          |
| unbekannter Name                                          | Parque de Diversiones Anita Nueva Aventura                    | Mexiko                       | 2015                     |                    |
| unbekannter Name                                          | Parque Dos Elefantes                                          | Brasilien                    | 2021                     |                    |